# Thalles Gabriel Morais dos Reis
Thalles Gabriel Morais dos Reis, noto semplicemente come Thalles (Patos de Minas, 3 gennaio 1998), è un calciatore brasiliano, centrocampista del Goiatuba.

## Caratteristiche tecniche
È un trequartista.

## Carriera
Cresciuto nel settore giovanile del Goiás, ha esordito in prima squadra il 6 marzo 2016 disputando l'incontro del Campionato Goiano vinto 1-0 contro il Goianésia.

## Statistiche
Statistiche aggiornate al 25 ottobre 2019.

### Presenze e reti nei club
| Stagione        | Squadra         | Campionato      | Campionato | Campionato | Coppe nazionali | Coppe nazionali | Coppe nazionali | Coppe continentali | Coppe continentali | Coppe continentali | Altre coppe | Altre coppe | Altre coppe | Totale | Totale | Totale |
| Stagione        | Squadra         | Comp            | Pres       | Reti       | Comp            | Pres            | Reti            | Comp               | Pres               | Reti               | Comp        | Pres        | Reti        | Pres   | Reti   |        |
| --------------- | --------------- | --------------- | ---------- | ---------- | --------------- | --------------- | --------------- | ------------------ | ------------------ | ------------------ | ----------- | ----------- | ----------- | ------ | ------ | ------ |
| 2016            | Goiás           | PD/GO+B         | 5+6        | 0+1        | CB              | 1               | 0               |                    | -                  | -                  |             | -           | -           | 12     | 1      |        |
| 2017            | Goiás           | PD/GO+B         | 5+4        | 1+0        | CB              | 1               | 0               |                    | -                  | -                  |             | -           | -           | 10     | 1      |        |
| 2018            | Goiás           | PD/GO+B         | 5+1        | 1+0        | CB              | 0               | 0               |                    | -                  | -                  |             | -           | -           | 6      | 1      |        |
| 2019            | Goiás           | PD/GO+A         | 4+5        | 0+1        | CB              | 2               | 0               |                    | -                  | -                  |             | -           | -           | 11     | 1      |        |
| Totale carriera | Totale carriera | Totale carriera | 35         | 4          |                 | 4               | 0               |                    | -                  | -                  |             | -           | -           | 39     | 4      |        |